# یواس‌اس بیگلو (دی‌دی-۹۴۲)
یواس‌اس بیگلو (دی‌دی-۹۴۲) (به انگلیسی: USS Bigelow (DD-942)) یک کشتی بود. این کشتی در سال ۱۹۵۷ ساخته شد.